# Еврорегион
Еврорегион (англ. Euroregion) — европейская форма межгосударственной интеграции, основанная на тесном сотрудничестве двух или нескольких территориальных образований, расположенных в приграничных районах соседствующих государств Европы.

## Концепция еврорегионов
Создание еврорегиона позволяет его участникам создавать совместные экономические структуры, развивать приграничную торговлю, реализовывать различные проекты в области туризма, экологии, спорта и культуры. В пределах еврорегиона практически устраняются таможенные барьеры и препятствия для перемещения рабочей силы.
Концепция еврорегионов является следствием политики Европейского союза, направленной на децентрализацию политической и экономической власти, создание своеобразных экстерриториальных образований.
Существующие еврорегионы объединены в Ассоциацию европейских приграничных регионов (англ. Association of European Border Regions, AEBR), созданную в 1971. Членами AEBR в настоящее время являются 90 из 115 реально действующих еврорегионов.
С 1985 действует Ассамблея европейских регионов (англ. Assembly of European Regions, AER), также принимающая участие в координации деятельности еврорегиональных образований.
Еврорегионы могут создаваться:
- в пределах Евросоюза (например, австрийско-чешский еврорегион «Реция Нова» (лат. Raetia Nova));
- государствами, входящими и не входящими в Евросоюз (шведско-норвежский еврорегион АРКО (швед. и норв. Arvika/Kongsvinger, ARKO));
- за пределами Евросоюза (еврорегионы «Донбасс» (Ростовская, Донецкая и Луганская области), «Днепр» (Брянская, Черниговская и Гомельская области), «Слобожанщина» (Белгородская и Харьковская области), «Ярославна» (Курская и Сумская области), Россия — Украина — Беларусь)[1][2], а также «Балтика», «Карелия», «Неман», «Псков — Ливония».

То есть, фактически, в последних 2 случаях, создание еврорегионов приводит к расширению интеграционной концепции Европейского союза за счёт вовлечения в кооперацию новых территорий.

Барыгин И. Н. Международное регионоведение (стр. 47):

На микроуровне под международным регионом мы будем понимать территориальные образования внутри двух или более стран, обладающие необходимым набором целостнообразующих характеристик, состоящие из одного или нескольких административных и других районов и демонстрирующие определённую степень однородности в общем (природном, культурном, экономическом, демографическом и т. д.) ландшафте. К таким образованиям возможно отнесение, например, категории «еврорегион».

## Крупнейшие еврорегионы
Первый еврорегион появился на границе Германии и Нидерландов в 1958 году под названием EUREGIO. В дальнейшем еврорегионы стали распространяться по всей Европе.
К наиболее известным современным еврорегионам относятся:
- «Адриатика» (Adriatic) — включает территории Албании, Боснии и Герцеговины, Хорватии, Италии, Черногории и Словении (создан в 2006);
- «Баварский Лес — Богемский Лес/Шумава» (Euroregio Bayerischer Wald-Böhmerwald/Sumava) — Германия, Австрия, Чехия (1994);
- «Беласица» (Belasica; Беласицао файле) — Болгария, Греция, Македония (2003);
- «Добрава» (Dobrava) — Чехия и Польша (2001);
- «Эльба-Лаба» (Elbe-Labe) — Чехия и Германия (1992);
- «Маас-Рейн» (Meuse-Rhine) — Бельгия, Германия, Нидерланды (1976);
- «Померания» (Pomerania) — Дания, Германия, Польша, Швеция (1995);
- «Силезия» (Silesia) — Чехия, Польша (1998);
- «Татры» (Tatras) — Польша, Словакия (1994);
- «ТриРена» (TriRhena) — Германия, Франция, Швейцария (1995);
- «Западная Паннония» (англ. West Pannonia) — Австрия, Венгрия (1998);
- «Рейн-Маас-Север» (Rhine-Meuse-North) — Германия, Нидерланды (1978).

Как видно из названий, еврорегионы часто объединяют территории, связанные географически (например, регион «Баварский лес — Богемский лес/Шумава» расположен в едином лесном массиве; «Татры» — в единой горной системе) или исторически («Силезия» — на территории средневекового независимого государства; «Западная Паннония» — часть древнеримской провинции).

## Еврорегионы с участием России, Украины и Беларуси
Российские территории в настоящее время входят в целый ряд еврорегиональных образований. Наиболее активным участником трансграничных союзов является российский эксклав Калининградская область.
В 1997 году был создан еврорегион «Неман», в который вошли 5 районов Калининградской области, Гродненская область Беларуси, Подлясское воеводство Польши, Вильнюсский, Алитусский и Марьямпольский поветы Литвы.
4 сентября 1998 года в Браславе было подписано соглашение между приграничными районами Беларуси, Литвы и Латвии, образовав тем самым еврорегион «Озерный край». В состав еврорегиона входят: Браславский, Верхнедвинский, Миорский, Поставский и Глубокский районы (Беларусь); Даугавпилсский, Краславский, Прейльский и Резекненский районы, включая города Даугавпилс и Резекне (Латвия); Зарасайский, Игналинский, Утенский и Швенченский районы, включая город Висагинас (Литва).
Еврорегион «Балтика» создан в 1998 году в составе Калининградской области (Россия), ленов Крунуберг, Кальмар и Блекинге (Швеция), коммуну Борнхольм (Дания), Поморского и Варминско-Мазурского воеводств (Польша), Клайпедского округа (Литва) и так называемого «Региона планирования побережья Балтийского моря» (Латвия). Среди целей создания еврорегиона — развитие инвестиционной активности и улучшение качества жизни населения.
Еврорегион «Сауле» функционирует с 1999 года в составе Неманского и Славского районов и города Славск (Калининградская область), Елгавского района (Латвия), Таурагского и Шауляйского уездов (Литва), лэнов Сконе и Сёдерманланд (Швеция). В рамках региона осуществляется содействие совместным трансграничным проектам экономического развития в сферах промышленности, сельского хозяйства и лесной промышленности, транспорта, связи, обмена «ноу-хау», охраны окружающей среды, борьбы с преступностью.
В феврале 2000 года основан еврорегион «Карелия» в составе Республики Карелия (Россия) и регионального союза коммун — Северная Похъянмаа, Кайнуу и Северная Карелия (Финляндия). В рамках проекта создаются благоприятные условия для торговых взаимосвязей, развития лесного хозяйства и приграничной инфраструктуры, создания совместных предприятий.
Упоминавшийся выше еврорегион «Днепр» создан в 2003 году в составе Брянской области (Россия), Гомельской области (Беларусь) и Черниговской области (Украина). Среди направлений деятельности — обеспечение опережающего инновационного развития трёх соседних областей за счёт реализации совместных инвестиционно-инновационных проектов, углубления производственной кооперации, создания совместных предприятий и производств.
В 2003 создан еврорегион «Слобожанщина» в составе Белгородской области России и Харьковской области Украины.
С 2004 действует еврорегион «Псков-Ливония», в который входят 5 районов Псковской области, 4 района Латвии и 3 уездных Союза самоуправления Эстонии.
В 2007 создан еврорегион «Ярославна» в составе Курской области (РФ) и Сумской области (Украина).
Украина и Беларусь участвуют, кроме уже названных, ещё в целом ряде еврорегиональных образований:
- еврорегион «Карпаты» (создан в 1993) в составе северных районов Румынии, нескольких областей Венгрии, части восточной Словакии, части Подкарпатского воеводства Польши, Львовской, Закарпатской, Ивано-Франковской и Черновицкой областей Украины.
- еврорегион «Буг» (создан в 1995) в составе Волынской области Украины, Хелмского, Люблинского, Тарнобжегского, Замойского и Бяльскоподляского воеводств Польши и Брестской области Беларуси. Как ассоциированные члены в составе украинской стороны 12 мая 2000 в еврорегион были приняты Жолковский и Сокальский районы Львовской области Украины.
- еврорегион «Нижний Дунай» (создан в 1998) в составе Одесской области (Украины), повет Кагул (Молдавия), уездов Галац, Брэила, Тулча (Румыния)
- еврорегион «Беловежская пуща» (создан в 2002) в составе 3 районов Беларуси и нескольких территориально-административных единиц Польши.
- еврорегион «Донбасс» (создан в 2010) в составе Луганской и Донецкой области Украины, Ростовской и Воронежской областей России.
- еврорегион «Днестр» (создан в 2013) в составе Винницкой области Украины, Сорокского, Дондушанского, Окницкого, Резинского, Флорештского и Шолданештского районов Молдовы. Немного позже к региону присоединился Дубоссарский район Молдовы.